# Barthold Johan Lodde
Barthold Johan Lodde (31. oktober 1706 – 1. maj 1788) var en dansk forfatter og oversætter.
Barthold Johan Lodde blev født i København. Faderen hed Christian Vilhelm Lodde. Han gik i skole i Kalundborg og skulke have været dimitteret der fra 1721, men rektorens sygdom forhindrede det; først året efter kom han til Københavns Universitet og tog derpå attestats 1726. I lange tider søgte han præstekald, men da han manglede protektion, opnåede han aldrig embede og måtte udelukkende leve af litterære arbejder.
1743 begyndte han med en oversættelse af Samuel Richardsons berømte roman Pamela eller den belønnede Dyd, hvis fremkomst opvakte en stærk bevægelse og betegner romanens gennembrud i Danmark. Snart efter fulgte en oversættelse af Erasmus af Rotterdams Moria eller Daarligheds Berømmelse (1745), ledsaget af anmærkninger.
Ikke mindst bekendt er han som heldig oversætter af Christian Fürchtegott Gellerts fabler (udkom først arkevis 1751, senere flere oplag).
For teatret har han oversat omkring 30 franske skuespil, deriblandt Voltaires Zaïre som blev en stor succes med 25 opførelser i sæsonen 1783-84. Litteraturhistorikeren Hans Hertel kalder i den forbindelse Lodde for "tidens bedste oversætter".
Derudover begyndte han 1754 et ugeskrift, Bikuben eller andres Tanker (5 bind i 4°, 1754-61; på ny optrykt i 6 bind i 8° 1778), for størstedelen et udvalg af engelske moralske skrifter. Joseph Addison, John Hervey og Edward Young hørte til hans yndlingsforfattere. Hans oversættelser må regnes blandt de dygtigste, den tid kendte. Men tunge kår fulgte stedse den hæderlige og arbejdsomme mand og bragte bitterhed over hans livsbetragtning; desuden svækkedes synet stærkt med de tiltagende år.
Uden ven, uden slægt og frænder henlevede han sine sidste år i boghandler Søren Gyldendals hus og døde mæt af Dage 1788. Året i forvejen havde han endnu udsendt En liden Samling af nogle faa sildigste poetiske Stykker med betragtninger over alderdommen og bearbejdelser efter Young.
Iagttageren Philip Rosenstand-Goiske viderbringer en historie om Lodde i sine efterretninger. "En gammel Satirisk Skribent kom forleden til en af Skifterettens Betiente og bad ham giøre ham den Tieneste at vexle ham 100 Ducater udi Kaaber Skillinger. Manden forundrede sig over denne Begiæring, og spurgte ham om Aarsagen til dette underlige Forlangende. Jo, svarede denne, jeg er gammel, jeg venter snart at døe og naar mine Efterladenskaber bestoed udi saa smaae Myndtsorter, kunde de let glide Skifte-Retten ud af Fingrene. Man seer lett, hvortil Svaret sigtede, da just denne Retts Betiente u-billig var mistænkt for ey at kunne holde altiid paa hvad, som man fandt udi Boerne, men dog stoed udi saadant Rygte hos den altid mistænkelige Almue.".